# Haemaphysalis hyracophila
Haemaphysalis hyracophila är en fästingart som beskrevs av Hoogstraal, Walker och Neitz 1971. Haemaphysalis hyracophila ingår i släktet Haemaphysalis och familjen hårda fästingar. Inga underarter finns listade i Catalogue of Life.